# Jalouse (film)
Pour les articles homonymes, voir Jalouse.
Pour plus de détails, voir Fiche technique et Distribution.
Jalouse est une comédie dramatique française écrite et réalisée par David et Stéphane Foenkinos, sortie en 2017.

## Synopsis
Nathalie, professeur de lettres divorcée, passe quasiment du jour au lendemain de mère attentionnée à jalouse maladive. Si sa première cible est sa ravissante fille de 18 ans, Mathilde, danseuse classique, son champ d'action s'étend bientôt à ses amis, ses collègues, voire son voisinage… Entre comédie grinçante et suspense psychologique, ce film montre la bascule inattendue d'une femme.

## Fiche technique
- Titre : Jalouse
- Réalisation et scénario : David et Stéphane Foenkinos
- Photographie : Guillaume Deffontaines
- Montage : Virginie Bruant
- Casting : David Bertrand
- Décors : Marie Cheminal
- Costumes : Emmanuelle Youchnovski
- Musique : Paul-Marie Barbier et Julien Grunberg
- Producteur : Éric et Nicolas Altmayer
- Sociétés de production : Mandarin Cinéma, Studiocanal et France 2 Cinéma
- Société de distribution : Studiocanal
- Pays d'origine :  France
- Lieu de tournage : Lycée Buffon
- Langue : français
- Genre : comédie dramatique
- Durée : 102 minutes
- Tournage : du 9 janvier au 2 mars 2017
- Dates de sortie : 
  -  France : 
    - 26 août 2017 (Festival d'Angoulême)
    - 8 novembre 2017 (en salles)

## Distribution
- Karin Viard : Nathalie Pêcheux
- Thibault de Montalembert : Jean-Pierre Pêcheux, l'ex-mari de Nathalie
- Dara Tombroff : Mathilde Pêcheux, la fille de Nathalie et Jean-Pierre
- Anne Dorval : Sophie, l'amie de Nathalie
- Xavier de Guillebon : Thierry, le mari de Sophie
- Éva Lallier : Emma, la fille de Sophie et Thierry
- Anaïs Demoustier : Mélanie, la nouvelle collègue de Nathalie
- Marie-Julie Baup : Isabelle, la nouvelle compagne de Jean-Pierre
- Corentin Fila : Félix, le petit ami de Mathilde
- Bruno Todeschini : Sébastien
- Stéphane Foenkinos : le professeur de yoga de Nathalie
- Éric Frey : le proviseur
- Ben : le voisin
- Héléna Soubeyrand : la voisine
- Francis Leplay : le médecin de Nathalie